# Livingston (Kentucky)
Livingston è un comune degli Stati Uniti d'America, situato nello Stato del Kentucky, nella Contea di Rockcastle.